# Římskokatolická farnost Postřelmov
Římskokatolická farnost Postřelmov je územní společenství římských katolíků v děkanátu Zábřeh s farním kostelem svatého Matouše.

## Historie farnosti
První písemná zmínka o obci pochází z roku 1349. Farní kostel je barokní stavba z roku 1665.

## Duchovní správci
Farářem je ke květnu 2018 R. D. Mgr. Vladimír Jahn.

## Bohoslužby
| Kostel          | Místo      | Bohoslužba (den) | Hodina     | Poznámka     |
| --------------- | ---------- | ---------------- | ---------- | ------------ |
| svatého Matouše | Postřelmov | neděle pátek     | 8.00 18.00 | farní kostel |

## Aktivity farnosti
Každoročně se ve farnosti koná tříkrálová sbírka, v roce 2016 se při ní vybralo v Postřelmově 69 064 korun.
Pro farnost, stejně jako další farnosti děkanátu Zábřeh vychází každý týden Farní informace. 
Farníci se scházejí vždy v první sobotu v měsíci k slavní mariánské pobožnosti. 